# Ка-8
Ка-8 — перший вертоліт М. І. Камова. Ка-8 уперше піднявся в повітря 12 листопада 1947 року, являв собою просту конструкцію зі сталевих труб, закріплену на двох надувних циліндричних балонах і з відкритим кріслом для льотчика. Двигун потужністю 20 кВт (27 к. с.) обертав у протилежних напрямках два співвісні гвинти. Ця схема дозволила звільнити апарат від складнощів, пов'язаних із компенсацією реактивного обертального моменту за допомогою хвостового гвинта. Всього побудовано 3 примірники.